# 容妃 (清朝)

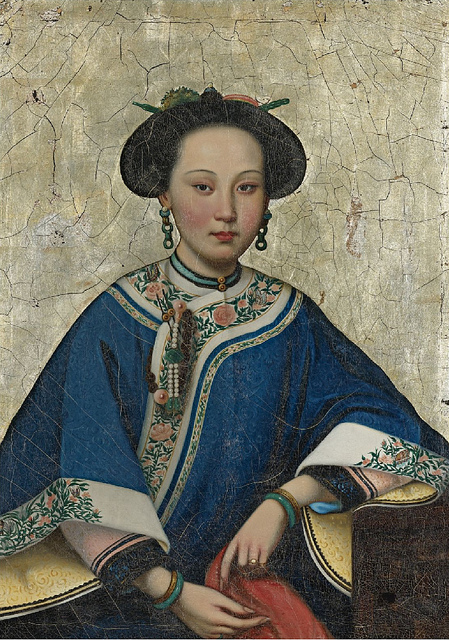
被認為容妃旗裝半身像，實為誤傳，本畫實為清末廣州外銷畫，圖中女子身著漢族女子服飾，髮型為清末廣州女子流行之樣式。

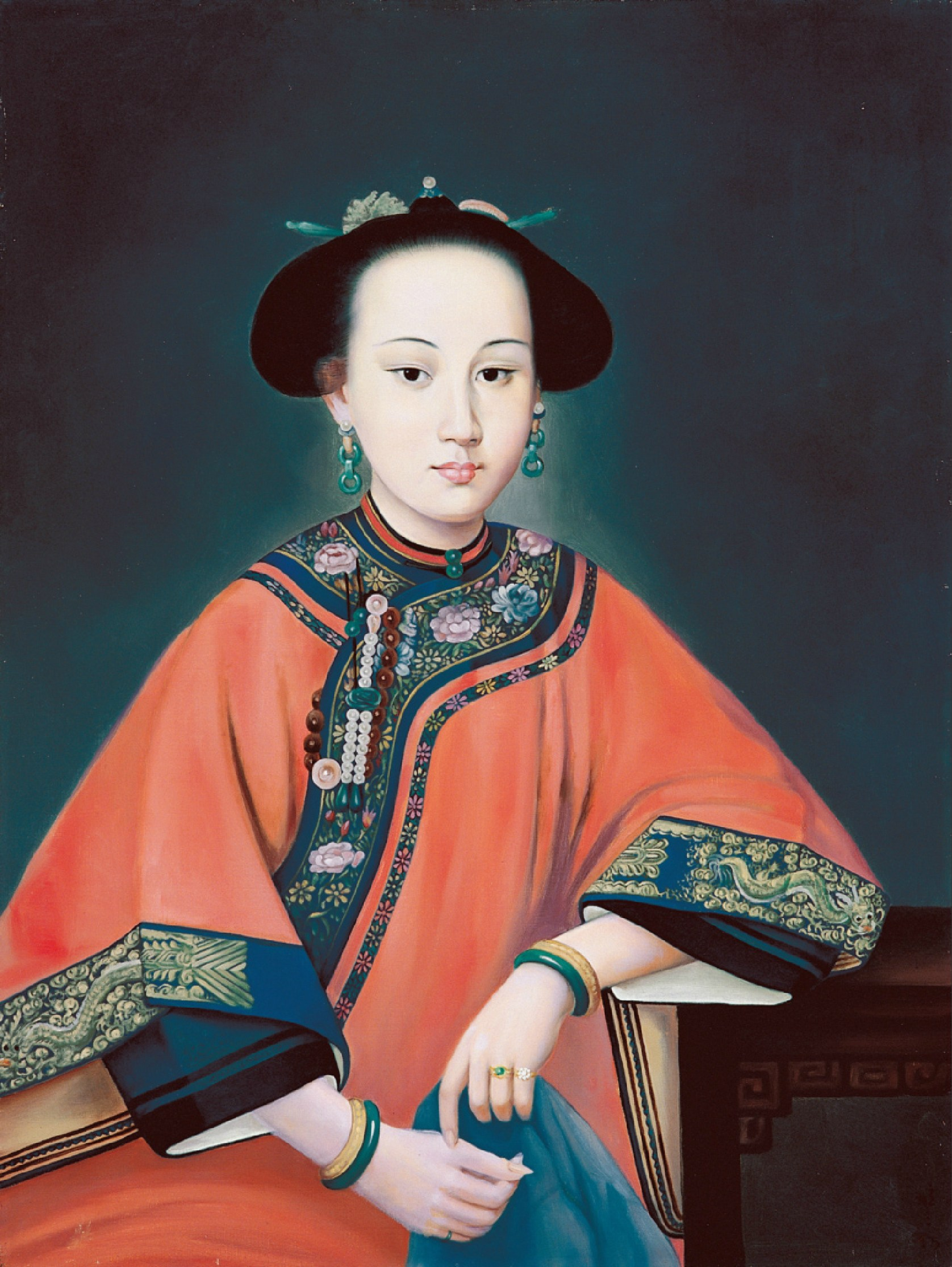
如上圖，本畫實為清末廣州外銷畫而非容妃畫像，其繪畫風格也與清乾隆時期西洋宮廷畫師風格不符

容妃和卓木氏（1734年10月11日—1788年5月24日），和卓木，居新疆之喀什噶尔（今喀什地区），一说叶尔羌（今新疆莎车），出身于清朝回部（今维吾尔族先民）首领家族，后进宫为清高宗之妃，被中国学者认为是香妃的歷史原型。有学者指她与霍集占之妻法蒂玛为同一人。

## 生平

### 早期历史
关于容妃本人的早期记录甚少。容妃姓和卓木，又可译作和卓氏或霍卓氏。本名无记载。王佩環则在《清宫后妃》一书中，称她的本名为买木热·艾孜木，但未提及具体来源:274。
容妃出自新疆回部的宗教贵族和卓家族。她的父親是艾力和卓木，为回部第二十九世和卓，伊斯兰教始祖派噶木巴尔后裔。弟弟是图尔都和卓木。她在伊犁出生，并在伊犁长大。容妃的家族与小和卓霍集占的家族世代不合。乾隆二十四年（1758年）秋旬，清军进击叶尔羌，容妃胞弟图尔都和另一叔父额色伊等与清军配合，帮助清军与大和卓波罗尼都小和卓霍集占为首的叛军作战:240。
另外，相关资料显示，图尔都和卓木有一位胞姐，即霍集占离弃的妻子法蒂玛。法蒂玛15岁时与小和卓霍集占结婚。并于8年后随小和卓霍集占返回祖籍喀什噶尔。根據《清代新疆满文档案汇编》的記載，在乾隆二十四年九月初五日，有二份奏件提到在大小和卓出逃后，定边将军兆惠负责搜捕他们的家人，终于找到大和卓波罗尼都的妻子埃拉、霍集占的妻子法蒂玛，以及大小和卓的同族亲人等。兆惠奉旨将这些人解送至北京。檔案稱图尔都和卓木之胞姐法蒂玛是霍集占已休弃之妻。因為和卓与圖爾都和卓木等世代結仇，霍集占便迎娶法蒂玛为妻，不久就離棄侮辱她。霍集占逃走的时候，交付前妻法蒂玛予他人看管。
其它资料显示，容妃至少有一姐、一妹。

### 入宫伊始
乾隆二十四年（1759年）九月，图尔都和卓木的胞姐法蒂玛作为大小和卓家眷被解往北京。乾隆二十五年正月底到京，被送往内务府:250。
乾隆二十五年（1760年）二月初三日，皇后那拉氏位下的学規矩女子一人封為“和贵人”。肖之兴依据和贵人与容妃生日相同这一点，再加上《清史稿》中容妃“初入宫号贵人”的记载，认为和贵人与容妃为同一人。艾哈迈特·霍加进一步指出容妃与法蒂玛为同一人。
根據《御制诗集二集》卷之八十四的記載，高宗在乾隆二十四年题写的一首诗中，已指出营建西苑寶月樓目的：「南岸嫌长因构建，棲临直北望瀛洲。」诗中还有一行小注：「瀛台皆前明所见，惟南岸向无殿宇，故为楼以配之。」因此，寶月樓是高宗嫌棄太液池南岸空曠沒有任何屏蔽之處，才下令建造此樓，並非為和貴人所建。

### 宫廷生活
乾隆二十六年十二月（1762年），奉崇庆皇太后懿旨，和卓氏从贵人晋封為容嬪。她不僅在位分上得到擢陞，在宮廷生活中也頗受眷顧。例如，在乾隆二十七年五月初十日，高宗下旨將圆明园富春楼松绿春绸红里袷帐 (高七尺五寸，面宽六尺三寸) 赏予容嫔。同年五月二十一日，与慎嫔一同举行冊封禮:275。
根據《撥用行文底檔》的記載，高宗福貴人、寧常在與容妃一樣都是由外膳房南房提供羊肉菜餚的。儘管在道光二年才正式禁止身為回子的上三旗包衣參選內務府選秀，但乾隆朝只在乾隆二十五年特旨引閲回子佐領裏十二歲或以上的女子，充作和貴人位下的侍女。由此可見，身為回子的福貴人和寧常在很大機會是和貴人推舉為妃嬪。乾隆二十八年十月初三日，將容嬪位下的宮女封為福常在；十月二十五日又將容嬪位下的宮女封為寧常在。
乾隆三十年（1765年）南巡，容嬪隨駕到過揚州、蘇州、江寧和杭州。乾隆三十三年（1768年）六月辛酉，奉崇庆皇太后懿旨，晋封为容妃。乾隆三十六年（1771年）二月，乾隆帝东巡泰山和曲阜，容妃与诸妃伴驾。乾隆三十八年九月十五日，因容妃四十千秋而恩賜銀晶象耳雙環瓶一件，以及銅掐絲琺瑯朝冠耳爐一件等物。乾隆四十三年七月，容妃隨乾隆帝东巡盛京；八月二十四日晚膳时，其它随驾妃嫔获赐野猪肉吃，容妃则“另赐狍肉一盘”:280。容妃及福貴人等回部妃嬪在宫中的日常饮食，都有专设的回族厨师。
乾隆四十九年正月十二日，劉秉忠奉旨：「著查容妃今年五十歲該賞何物」，相關官員把乾隆四十五年穎妃五十歲賞物之例奏上後，奉旨：「亦照此例賞」，同年正月十四日，提早賞賞容妃五十歲千秋之物，包括文竹嵌玉如意九柄及紅白瑪瑙荷葉水盛一件等物品。

### 逝世

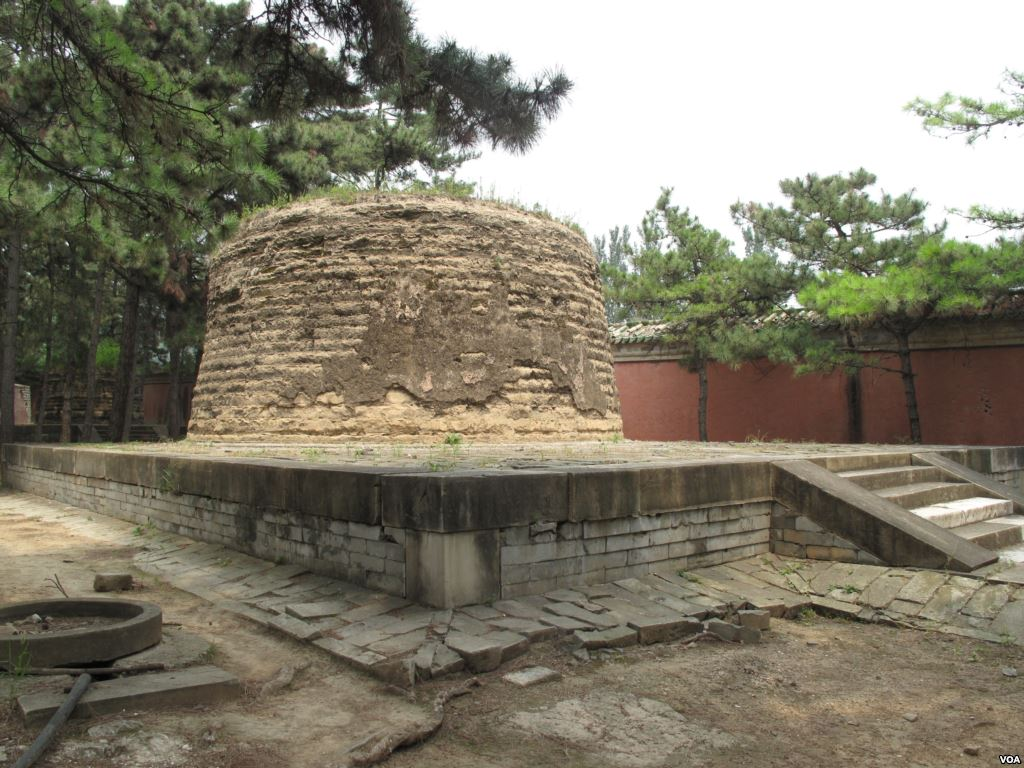
清东陵裕妃园寝中的容妃墓

乾隆五十三年（1788年）四月十九日，容妃因病去世，享年五十五歲，葬清東陵。翌日，容妃的部分遗物按旨赏赐给其它妃嫔、公主、亲属及本宫太监和宫女。乾隆帝的女儿固伦和孝公主和已故和硕和恪公主所出的長女得到了最多的赏赐。她的叔叔、兄长、嫂子、姐妹及他们的子女也都得到了赏赐:289。
清東陵裕妃園寢中，有一座容妃墓。1930年代，容妃墓遭盗掘，墓內只剩她的头骨、一部分肢骨和陪葬物品。徐廣源著《清皇陵地宫亲探记》記載，在1979年10月2日，容妃墓的盗口自然坍陷，同年10月6日，徐廣源与幾位學者进入容妃地宫进行了探视，发现容妃棺木有椁无棺。发掘人员认为内棺不是被盜，而是容妃入殓时就没有内棺。这可能与宗教信仰有关，按伊斯蘭傳統死者身穿曾到麥加朝覲所穿之戒衣（ihram），使用裹屍布包著屍體不用棺木面朝麥加直接下葬，但无定论。容妃的槨頭正中有阿拉伯文金字书写，意為“以真主名義……”表明墓主的信仰為伊斯兰教。容妃地宫所清理出的部分丝织品上有“江宁织造臣成善”、“帆匠王奇”等的字样，又發現地宮內有鎏金铜扣、碧玺珍珠等的陪葬品。

## 傳說

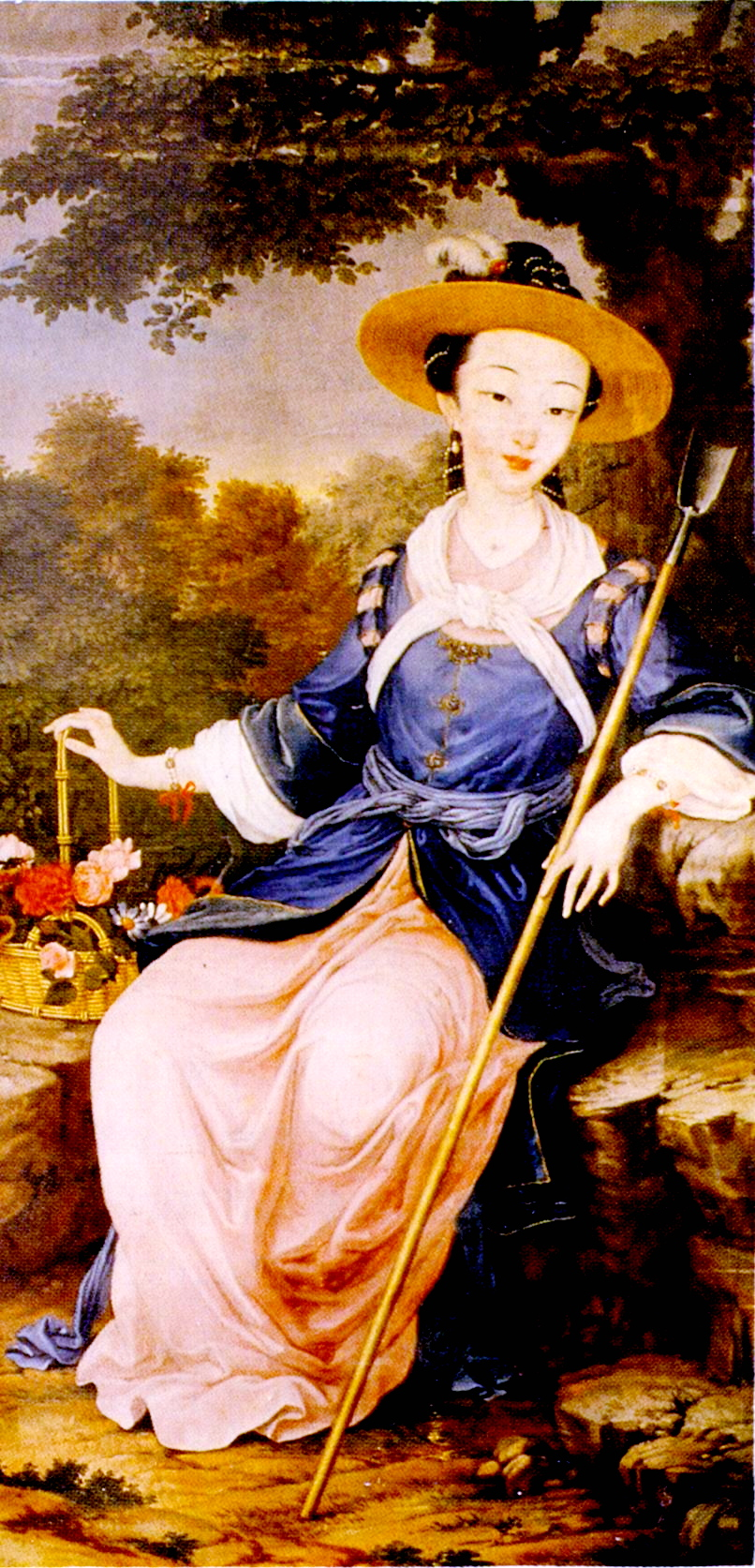
传说为郎世宁所绘的容妃/香妃画像

很多人認為民國初年盛行之香妃傳說，原型即來自容妃。不過於野史上，香妃於性格，出身等卻與容妃完全不同。史學家認為「香妃為文學的形象，並非歷史人物。」
以容妃為範本的香妃傳說，以民國初年最為盛行。雖有不同版本，但基本上都將香妃描寫成該妃子天生麗質且身體會散發異香，维吾尔语称伊帕尔汗。当地人说她葬在新疆喀什市阿帕克和卓麻札。此外，野史上的香妃曾有行刺乾隆的行為，而林林總總野史直到20世紀中期才被歷史學家完全反駁。

## 备注
1. ↑  容妃生日为九月十五日。
2. ↑  乾隆帝一生中，有记载的后妃为三十七人。二十人中生日相同的概率大约为40%，三十人约为60%，四十人则接近90%。乾隆二十五年，乾隆帝有多少妃嫔已无法考证。参见：生日問題。